# Ablers
Ablers (früher: Wiggenbühl; westallgäuerisch: Aablərs oder Ablands) ist ein Gemeindeteil des Markts Scheidegg im bayerisch-schwäbischen Landkreis Lindau (Bodensee).

## Geographie
Der Weiler liegt circa einen Kilometer südöstlich des Hauptorts Scheidegg und zählt zu der Region Westallgäu.

## Ortsname
Der Ortsname stammt vom Familiennamen Abler ab, der wiederum aus dem Personennamen Adelber entstand. Somit bedeutet der Name Ansiedlung des Abler.

## Geschichte
Ablers wurde erstmals im Jahr 1569 erwähnt. Der Ort gehörte einst zur Herrschaft Altenburg. 1771 fand die Vereinödung in Ablers mit drei Teilnehmern statt. Die Adelsfamilie von Zeil besaß ein Sommerhaus in Ablers und veranlasste mit den Bewohnern des Orts den Bau einer Kapelle im Jahr 1783. Im Jahr 1897 wurde die Kapelle im Ort abgebrochen und an ihrer Stelle eine Molkerei erbaut.